# Scalas
Scalas è un cognome di lingua sarda.

## Varianti
Il cognome non presenta varianti.

## Origine e diffusione
Cognome tipicamente sardo, è presente prevalentemente nel cagliaritano.
Potrebbe derivare da un toponimo.
In Italia conta circa 712 presenze.